# Expédition du duc d'Anville

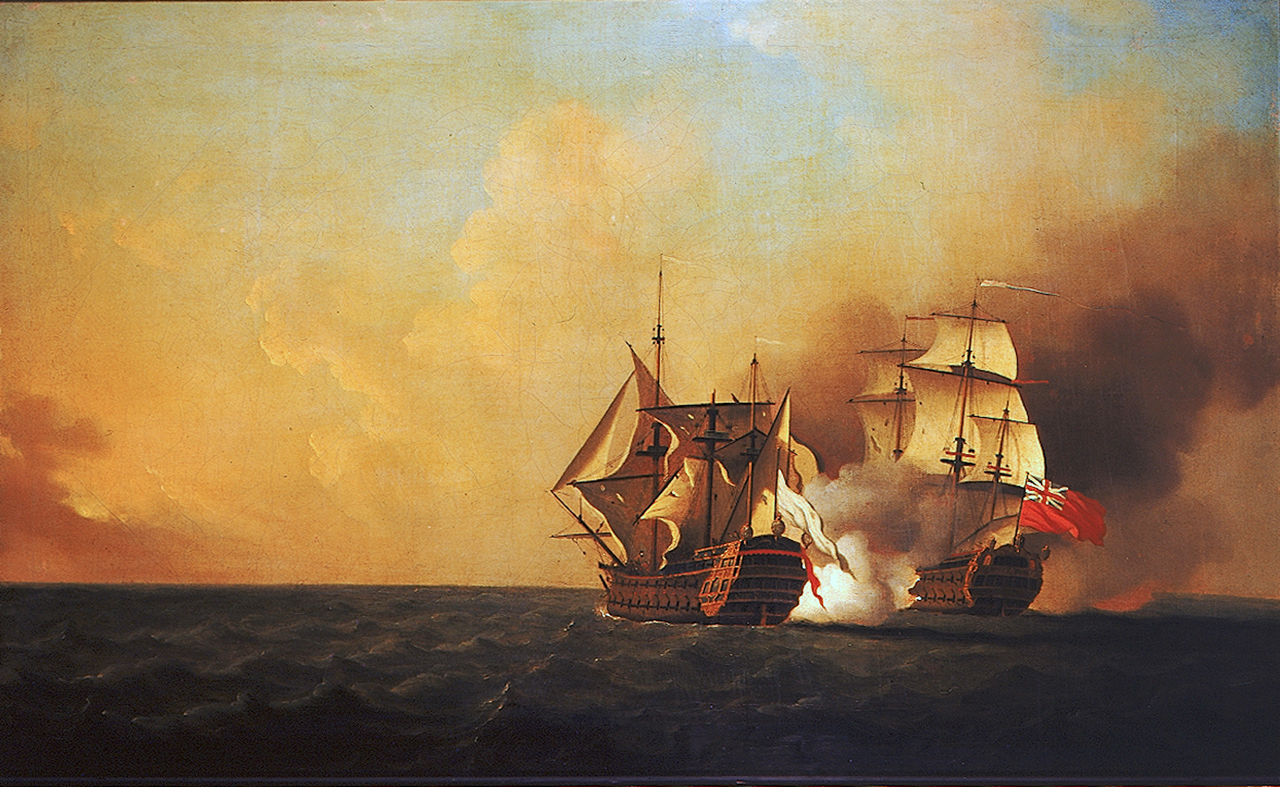
Peinture de Samuel Scott montrant dans le feu de l'action le vaisseau de guerre français le Mars et le d'Angleterre, suivant l'échec de l'expédition d'Anville, le 11 octobre 1746.

L'expédition du duc d'Anville (juin-octobre 1746) fut organisée par la France dans le but d'arracher l'Acadie aux forces britanniques en reprenant Louisbourg et Port-Royal. L'expédition fut la plus grande force navale jamais regroupée vers l'Amérique du Nord avant la Révolution américaine. L'effort pour reprendre l'Acadie fut aussi supporté par l'expédition de Ramezay partie de Québec.
En plus de reprendre l'Acadie des mains des Anglais, d'Anville avait reçu l'ordre de bombarder Boston et d'attaquer les Antilles anglaises. L'annonce de l'expédition causa la consternation à New York et en Nouvelle-Angleterre. 

## Contexte historique
Les Anglais avaient acquis l'Acadie péninsulaire en capturant sa capitale Port-Royal en 1710. Pendant les cinquante années suivantes, les Français, les Acadiens, ainsi que les Canadiens et les Micmacs, lancèrent six attaques militaires pour tenter de reconquérir la capitale de l'Acadie. L'expédition du duc d'Anville, qui était menée en coordination avec l'expédition de Ramezay (composée de 700 hommes et 7 navires), partie de Québec,  fut la dernière tentative pour reprendre Port-Royal. Après la chute de Louisbourg en 1745, lors de la Troisième Guerre intercoloniale, le roi Louis XV avait décidé d'envoyer ces expéditions pour libérer l'Acadie par le sud, en reprenant sa capitale Port-Royal.

## Préparation

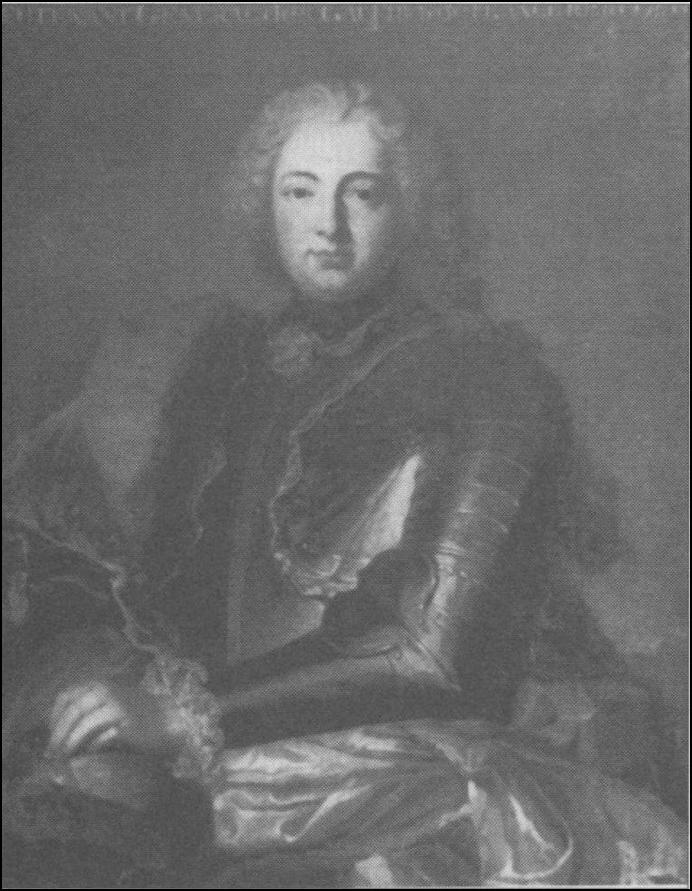
L'amiral Jean-Baptiste Louis Frédéric de La Rochefoucauld, duc d'Anville

L'expédition du duc d'Anville comportait 13 000 hommes et une flotte de 76 navires. L'opération était commandée par l'amiral Jean Baptiste Louis Fréderic de la Rochefoucauld, duc d'Anville. L'équipement de la flotte fut lent et difficile et elle appareilla seulement le 22 juin 1746 de l'île-d'Aix, sur la côte ouest de la France. Une tempête dans le golfe de Gascogne et des vents contraires rendirent la traversée difficile et lente. Des maladies apparurent à bord des navires, notamment le typhus et le scorbut.
La flotte est encalminée pendant des jours aux Açores. Ce calme est suivi par une tempête, au cours de laquelle plusieurs navires sont frappés par la foudre; dans un bâtiment, un éclair fait exploser le magasin de poudre, faisant trente morts ou blessés. Le 24 août 1746, l'expédition était en mer depuis plus de deux mois, mais était encore à trois cents lieues de l'Acadie.
Le 10 septembre, les éléments clés arrivèrent à l'île de Sable. Trois jours plus tard, les navires sont frappés par une violente tempête; plusieurs bâtiments sont endommagés et ils sont obligés de retourner en France. Un de ces navires était le Mars (image plus haut); il fut sérieusement endommagé et fit eau lorsqu'il était ancré à l'île de Sable, au point qu'il dut retourner en France avec le Raphael. Plusieurs semaines après, une autre tempête frappa le vaisseau, qui subit d'autres dommages et fut séparé du Raphael. À vingt lieues de la côte d'Irlande, le HMS Nottingham l'endommagea sévèrement lors d'une attaque et réussit à le capturer.
L'expédition de Ramezay est envoyée de Québec pour se joindre à la flotte d'Anville qui devait reprendre l'Acadie en capturant sa capitale. Le prêtre Jean-Louis Le Loutre devait coordonner les deux forces. L'expédition terrestre était commandée par Jean Baptiste Nicolas Roch de Ramezay. Son corps de troupe arriva en Acadie centrale au mois de juillet 1746 avec près de sept cents soldats et vingt-et-un officiers. Il campa à Beaubassin, où il rencontra trois cents Abenakis de la rivière Saint-Jean et trois cents Micmacs de l'Acadie centrale. Ces forces terrestres réunies totalisaient 1 300 hommes. Les soldats de Ramezay attendent trois mois l'arrivée de la flotte du duc d'Anville.

## Le désastre sanitaire en Acadie
Les navires du duc d'Anville atteignent l'Acadie à la fin du mois de septembre 1746, après avoir enduré trois mois de navigation. Des centaines de soldats et de marins sont morts pendant la traversée, et des centaines d'autres sont gravement malades. Quarante-quatre vaisseaux posent l'ancre dans la baie de Chibouctou, où l'expédition passe les cinq semaines suivantes.
Les malades sont amenés sur les rives de Chibouctou, et certains se rétablirent du scorbut avec l'arrivée des vivres fraiches apportées par des Acadiens de Grand-Pré et de Pisiguit, mais le typhus et la typhoïde continuèrent de faire des ravages parmi les hommes.
Six jours après leur arrivée, le 27 septembre 1746, le duc d'Anville est emporté par la maladie. Il est enterré sur l'île Georges dans la baie de Chibouctou. Son corps demeura là pendant trois ans, avant d'être transporté à Louisbourg au mois de septembre 1749, au moment de la fondation d'Halifax.
Le 29 septembre, un conseil de guerre mené par le successeur d'Anville, Constantin-Louis d'Estourmel, décida d'envoyer 1 500 hommes de la flotte et 300 hommes de l'expédition Ramezay pour attaquer Port-Royal. D'Estourmel était si affligé et découragé qu'il démissionna après une tentative de suicide.
Le commandement de l'expédition échut au gouverneur général de la Nouvelle-France Jacques-Pierre de Taffanel de La Jonquière (passager de la flotte). L'opération pour attaquer Port-Royal s'intensifia, alors même que les hommes continuaient à succomber aux maladies. Vers la mi-octobre, 40 % des hommes qui avaient atteint Chibouctou avec la flotte étaient morts ou sérieusement malades, (2 861 officiers, marins, et soldats en tout). La maladie s'étendit aux Micmacs, Abénakis, et aux hommes de l'expédition de Ramezay,. 
Vers la mi-octobre, une troupe de près de trois cents hommes de l'expédition Ramezay arriva à Port-Royal. Les Canadiens et les Amérindiens passèrent vingt-et-un jours à camper dans la région de Fort Royal en attendant les navires qui devaient arriver avec les troupes et l'artillerie de siège. Ils coupèrent les communications anglaises avec le bassin des Mines, et tentèrent de court-circuiter tout contact entre le fort et les Acadiens.
Le 24 octobre, quarante-deux navires partirent de Chibouctou, avec près de cinquante pilotes acadiens des Mines. Trois navires-hôpitaux sont renvoyés en France avec les hommes les plus malades. Treize bateaux amenèrent 94 officiers et 1 410 soldats pour diriger le siège. Deux jours plus tard, lorsque les navires furent proches des côtes du Cap-Noir, La Jonquière change d'avis. Il commande à ses navires de retourner en France et envoie des ordres à Ramezay de se retirer de Port-Royal. Pendant ce temps en Bretagne, on  confie à Louis-Joseph de Beaussier de l'Isle, le commandement de la frégate La Subtile, avec mission d’escorter des convois sur les côtes de Bretagne et d’aller à la rencontre des débris de l’escadre du duc d’Anville revenant de l’Acadie.
Étienne Chardon de Courcelles, médecin de l’escadre, décrit ainsi l’état sanitaire à bord de l’un des vaisseaux, le Mercure : 

« Deux jours après le départ, un coup de vent bouleversa le faux pont, de sorte que les malades tombèrent les uns sur les autres en s’étouffant. Ils étaient hors d’état de s’aider eux-mêmes et personne n’osait s’en approcher pour leur donner du secours (…). Nous perdîmes durant le coup de vent la meilleure et la plus grande partie du peu de rafraichissement qui faisait toute la ressource de nos malades. Nous n’avions point d’infirmiers pour les soigner. L’infection et la puanteur étaient si grandes que la peste se serait mise dans le navire si, à prix d’argent, on n’eut engagé quelques-uns de ceux qui pouvaient se traîner à soigner les autres et à emporter les plus grosses ordures (…). Pour comble d’infortune, les remèdes nous manquèrent bientôt. La diminution des rafraichissements nous réduisit à ne pouvoir donner de la soupe que deux fois par semaine et une once de viande fraiche. Les autres jours, on les nourrissait avec du riz mais ils ne tardèrent point à s’en dégoûter. Le pain « frais » était si mauvais qu’ils ne pouvaient en supporter l’odeur. On entendait d’un bout à l’autre de l’entrepont que des plaintes et des exécrations. J’ai regardé comme un bonheur qu’ils fussent hors d’état de se lever, car, n’ayant personne pour les contenir, il y aurait eu une révolte (…). »

## Conséquences

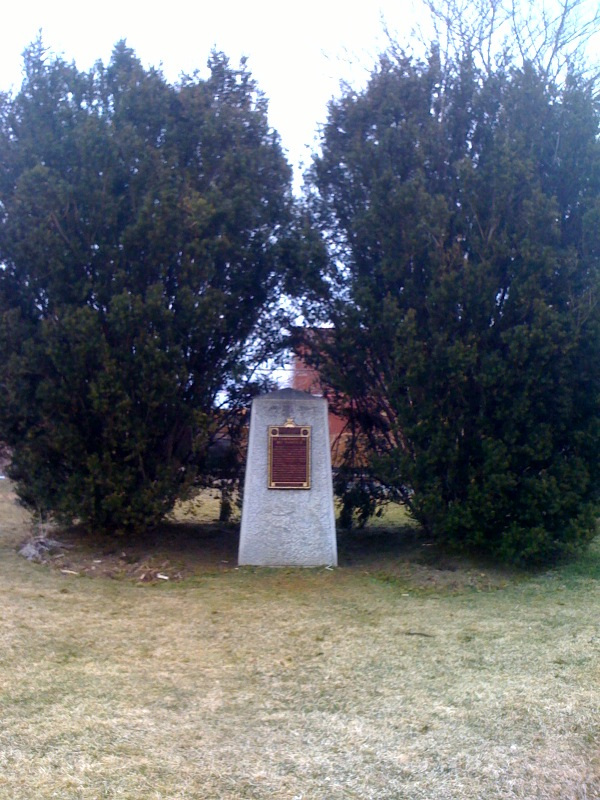
Monument au campement du duc d'Anville, Birch Cove, Halifax, Nouvelle-Écosse
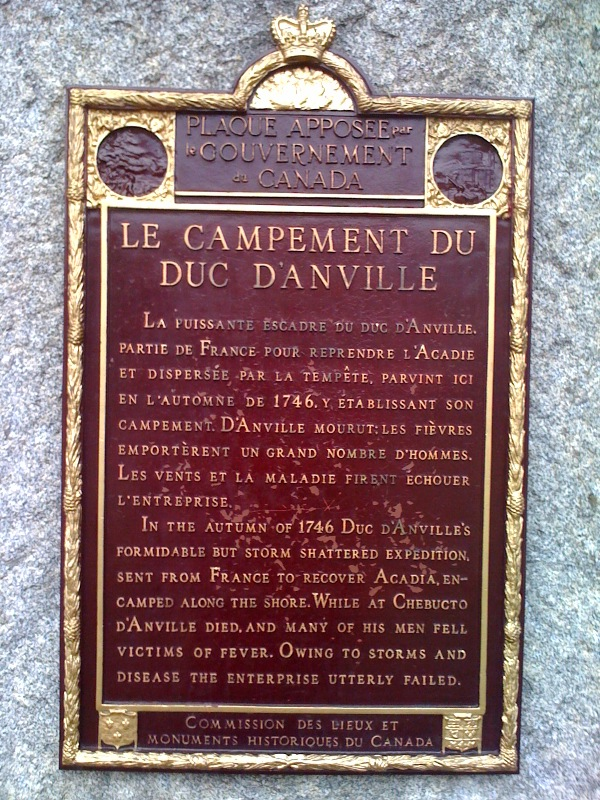
Plaque du duc d'Anville

En réponse au danger que l'expédition du duc d'Anville et celle de Ramezay représentaient, le gouverneur William Shirley de la Bay Colony envoya le colonel Arthur Noble et une centaine de miliciens de la Nouvelle-Angleterre pour prendre contrôle de l'Acadie et repousser de Ramezay. Une surprise éclatante dans la campagne de Ramezay fut la défaite du colonel Nobel lors de la bataille de Grand-Pré en 1747. De Ramezay attaqua et l'emporta face à une force supérieure à la sienne, des troupes de Noble qui étaient cachées dans les maisons des Acadiens à Grand-Pré, dans le bassin des Mines.
La tragédie de l'expédition du duc d'Anville eut de graves répercussions sur la participation ultérieure des Acadiens dans la guerre. La confiance que ces Français du Nouveau Monde avaient en une victoire de la mère patrie fut sérieusement ébranlée. Après l'échec de l'expédition, le gouverneur de Nouvelle-Écosse Paul Mascarene (Huguenot d'origine) dit aux Acadiens « de ne plus avoir espoirs de revoir la domination française en Acadie ». Un officier français nota que lorsque l'expédition Ramezay se retira de Port-Royal, les Acadiens furent alarmés et choqués, se sentant abandonnés aux représailles anglaises.
Le dernier engagement militaire dans la région eut lieu durant la guerre de Sept Ans, avec la Bataille de Bloody Creek en 1757.

## Sources et bibliographie
- (en) Cet article est partiellement ou en totalité issu de l’article de Wikipédia en anglais intitulé « Duc d'Anville Expedition » (voir la liste des auteurs).
- (en) James Pritchard, Anatomy of a Naval Disaster: The 1746 French Expedition to North America. McGill-Queen's University Press, Montréal, 1995
- (en) John Grenier, The Far Reaches of Empire: War in Nova Scotia 1710-1760, University of Oklahoma Press, 2008
- (en) John Faragher, A Great and Noble Scheme., 2005
- (en) James Hannay, The History of Acadia (1605-1763)
- (en) Canadian Journal of Neurological Sciences de février 1980.
- (fr) Michel Vergé-Franceschi (dir.), Dictionnaire d'histoire maritime, Paris, éditions Robert Laffont, coll. « Bouquins », 2002, 1508 p. (ISBN 2-221-08751-8 et 2-221-09744-0, BNF 38825325)
- (fr) Jean Meyer et Martine Acerra, Histoire de la marine française : des origines à nos jours, Rennes, Ouest-France, 1994, 427 p. [détail de l’édition] (ISBN 2-7373-1129-2, BNF 35734655)
- (fr) Rémi Monaque, Une histoire de la marine de guerre française, Paris, éditions Perrin, 2016, 526 p. (ISBN 978-2-262-03715-4)
- (fr) Guy Frégault, L’expédition du duc d’Anville : Revue d’histoire de l’Amérique française, vol. 2, Montréal, 1948 (lire en ligne)
- (fr) Étienne Taillemite, Dictionnaire des marins français, Paris, Tallandier, coll. « Dictionnaires », octobre 2002, 537 p. [détail de l’édition] (ISBN 978-2847340082)
- (fr) Onésime Troude, Batailles navales de la France, t. 1, Paris, Challamel aîné, 1867-1868, 453 p. (lire en ligne)
- (fr) Georges Lacour-Gayet, La Marine militaire de la France sous le règne de Louis XV, Honoré Champion éditeur, 1910 (1re éd. 1902) (lire en ligne)